# Cydia illutana
Cydia illutana es una pequeña polilla de la familia Tortricidae. Se encuentra desde el oeste y el centro de Europa ( Gran Bretaña, Países Bajos, Austria, Alemania y Francia), al norte de Escandinavia ( Dinamarca, Noruega, Suecia y Finlandia ) y al este a Rusia (Siberia).
Tiene una envergadura de 12 a 14 mm. Los adultos están en vuelo en mayo y junio. Hay una generación por año.
Las orugas se alimentan de las escamas de los conos de las coníferas. Plantas huéspedes son de abeto europeo de plata ( Abies alba ), alerce europeo ( Larix decidua ), Dahurian Alerce ( Larix gmelinii ), alerce siberiano ( Larix sibirica ), Abeto de Noruega ( Picea abies ), Siberia Spruce ( Picea obovata ) y el abeto Douglas (Pseudotsuga menziesii). Se convierten en crisálidas en la turba o madera podrida.
La actividad larval de alimentación interrumpe la maduración de los conos y produce la expulsión de las semillas de la planta huésped.

## Sinónimos
Sinónimos más recientes de esta especie son:
- Laspeyresia ibeeliana Karpinski, 1962
- Laspeyresia illutana (Herrich-Schäffer, 1851)
- Lapseyresia illutana dahuricolana Kuznetzov, 1962
- Tortrix (Grapholitha) illutana Herrich-Schäffer, 1851

El nombre específico illutana se utilizó se utilizó por G.A.W. Herrich-Schäffer en 1847. Pero él no proporcionó una descripción a continuación, por lo tanto el nombre científico se estableció válidamente por él sólo en 1851.

## Publicaciones
- Baixeras, J.; Brown, J.W. & Gilligan, T.M. (2009): Online World Catalogue of the Tortricidae – Cydia illutana. Version 1.3.1. Retrieved 2010-APR-19.
- Grabe, Albert (1942): Eigenartige Geschmacksrichtungen bei Kleinschmetterlingsraupen ["Strange tastes among micromoth caterpillars"]. Zeitschrift des Wiener Entomologen-Vereins 27: 105-109 [in German]. PDF fulltext
- Savela, Markku (2005): Markku Savela's Lepidoptera and some other life forms – Cydia illutana. Version of 2005-SEP-13. Retrieved 2010-APR-19.